# 魔戒盃
台灣圍棋的魔戒盃，台灣棋院主辦，第一屆魔戒盃於2002年9月1日舉行。2004年舉辦第四屆（第三屆第二階段）後就停辦了。

## 賽制
- 第1屆循環圈。
- 第2屆擂台賽。
- 第3，4屆決賽3番棋。

## 獎金
- 第1屆冠軍獎金：10萬元；亞軍獎金：5萬元。
- 第2屆冠軍獎金：15萬元；亞軍獎金：7萬元。
- 第3屆冠軍獎金：15萬元；亞軍獎金：5萬元。

## 歷屆冠亞軍
| 屆次 | 年份   | 冠軍   | 亞軍   |
| ---- | ------ | ------ | ------ |
| 1    | 2002年 | 陳逸達 | 黃祥任 |
| 2    | 2003年 | 林至涵 | 黃祥任 |
| 3    | 2004年 | 林至涵 | 蕭正浩 |
| 4    | 2004年 | 周俊勳 | 林至涵 |

註：第3，4屆，名目上是第三屆的第一階段和第二階段（魔戒共出三集），但依賽程而言，各自視為單獨一屆比賽，更為恰當。